# Veselíčko (district de Písek)
Pour les articles homonymes, voir Veselíčko.
Veselíčko (en allemand : Weselitschko) est une commune du district de Písek, dans la région de Bohême-du-Sud, en République tchèque. Sa population s'élevait à 218 habitants en 2020.

## Géographie
Veselíčko se trouve à 8 km au sud de Milevsko, à 18 km au nord-est de Písek, à 47 km au nord-nord-ouest de České Budějovice et à 77 km au sud de Prague.
La commune est limitée par Branice et Křižanov au nord, par Bernartice à l'est et au sud, et par Křenovice et Stehlovice à l'ouest.

## Histoire
La première mention écrite du village date de 1488.

## Transports
Par la route, Veselíčko se trouve à 7 km de Milevsko , à 20 km de Písek, à 57 km de České Budějovice et à 103 km de Prague.